# Písty (Budyně nad Ohří)
Písty je vesnice, část města Budyně nad Ohří v okrese Litoměřice. Nachází se asi 2,5 km na severovýchod od Budyně nad Ohří. V roce 2009 zde bylo evidováno 109 adres. V roce 2011 zde trvale žilo 126 obyvatel.
Písty je také název katastrálního území o rozloze 5,67 km2.

## Historie
Nejstarší písemná zmínka pochází z roku 1336.

## Obyvatelstvo
|           | 1869 | 1880 | 1890 | 1900 | 1910 | 1921 | 1930 | 1950 | 1961 | 1970 | 1980 | 1991 | 2001 | 2011 |
| --------- | ---- | ---- | ---- | ---- | ---- | ---- | ---- | ---- | ---- | ---- | ---- | ---- | ---- | ---- |
| Obyvatelé | 337  | 346  | 318  | 318  | 312  | 300  | 270  | 213  | 203  | 194  | 160  | 119  | 115  | 126  |
| Domy      | 56   | 60   | 58   | 58   | 60   | 60   | 71   | 78   | 66   | 64   | 56   | 78   | 75   | 76   |